# Kacziány Ödön

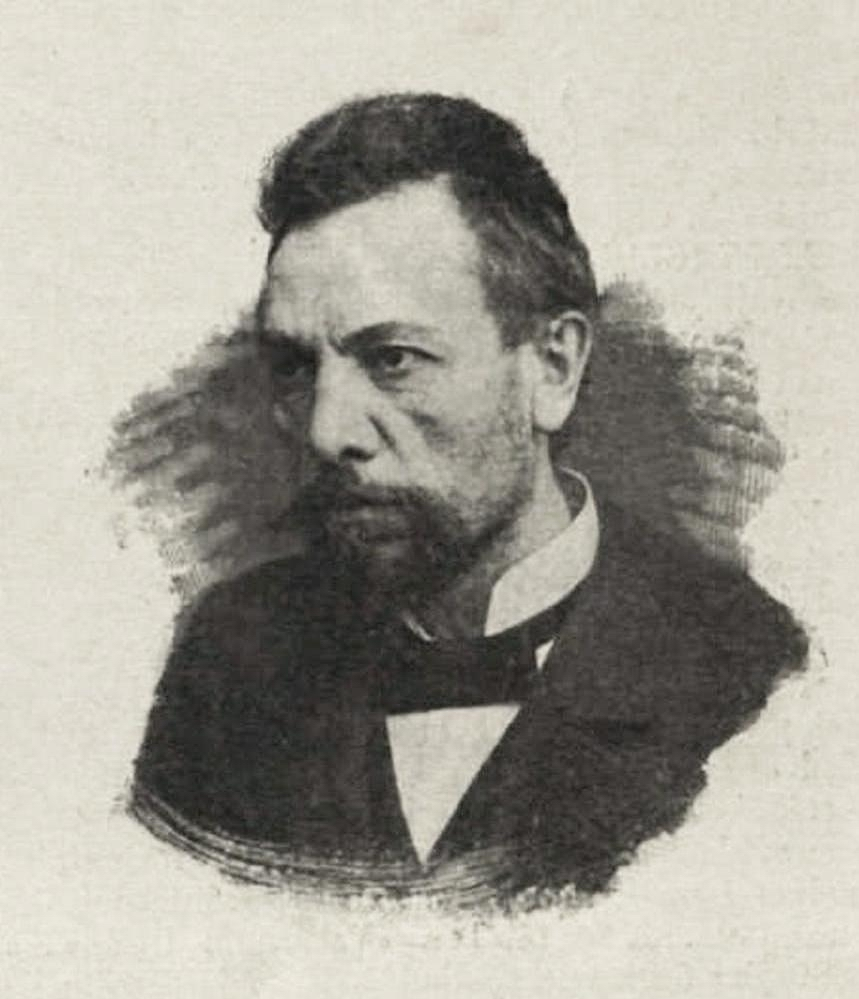
Kacziány Ödön

Kacziány Ödön (Marosvásárhely, 1852. január 7. – Budapest, 1933. január 10.) életkép-festő, Kacziány Nándor fia, Kacziány Géza tanár testvérbátyja.

## Élete
Kolozsvárt, Aradon és Budapesten végezte a főgimnáziumot és érettségi vizsgát tett. Először Barabás Miklós vezetése alatt tanult rajzolni és akvarelleket készíteni; 1869-ben a müncheni akadémiára ment és ott maradt 1870 júliusáig, a porosz–francia háború kitöréséig. 1871-ben néhány hónapig a bécsi képzőművészeti akadémia növendéke volt, de katonai kötelezettsége és egy hosszabb betegség megszakították pályáját és csak 1873 tavaszán utazhatott ismét Münchenbe, ahol 1874 augusztusáig maradt. Az 1875. évet Párizsban töltötte, mint az École des Beaux-Art növendéke. Innen Toldy István nemzeti Hírlapjának párizsi levelezője volt. Két ízben élvezett művészeti ösztöndíjat a vallás- és közoktatási minisztériumtól az országos képzőművészeti tanács ajánlatára. 1876 szeptemberében a zentai községi gimnáziumhoz választatott meg tanárnak, 1877-től 1880-ig a ceglédi polgári iskolánál tanított. 1878-ban az országos rajztanárvizsgáló-bizottság előtt a szabadkézi s mértani rajzból oklevelet nyert. 1880. november 10-én a szegedi magyar királyi állami főreáliskolához rendes tanárrá nevezték ki. 1890-ben egészségi okból szabadságoltatott, azután ideiglenesen nyugdíjaztatott. Később mint festőművész Budapesten működött. Kacziány főleg mint humoros témák feldolgozója ismeretes; de vannak komoly tárgyú életképei is. Mint illusztrátor és író is tevékeny munkása volt az időszaki sajtónak. Neje Kral Anasztázia volt. Síremlékük a Fiumei úti sírkertben található.

## Írásai
Cikkei a Pesti Hírlapban (1879-80. műbirálatok, tárcák); a Vasárnapi Ujságban (1882. Az épülő Szeged, 1893. Benczúr műtermében, 1894. Munkácsy első vázlata a Honfoglaláshoz, Magyar festőművészek: Than Mór, Lotz Károly, Székely Bertalan, Benczur Gyula, Vastagh György, Baditz Ottó, Margitay Tihamér, 1895. Molnár József festő); a Fővárosi Lapokban (1889. 314., 320., 331. sz. A téli kiállítás a műcsarnokban); az Életben (1892. Marr Károly, A flagellansok cz. képe, Képzőművészet); a Magyar Szemlében (1894. A honfoglalás, Munkácsy Mihály festménye, A tavaszi műtárlat, A műcsarnok téli kiállítása); írt még a Magyarország és a Nagyvilágba, az Ország-Világba s a Technische Mittheilungen für Malerei c. szaklapba. Szórakoztató stílusban megírt visszaemlékezését a Szépművészeti Múzeum - Magyar Nemzeti Galéria Adattára őrzi kézírásos és annak kiadásra előkészített gépírásos változatában.

## Munkája
- A három ajándék. Budapest, 1897. (Filléres Könyvtár 30.)

## Jegyzetek

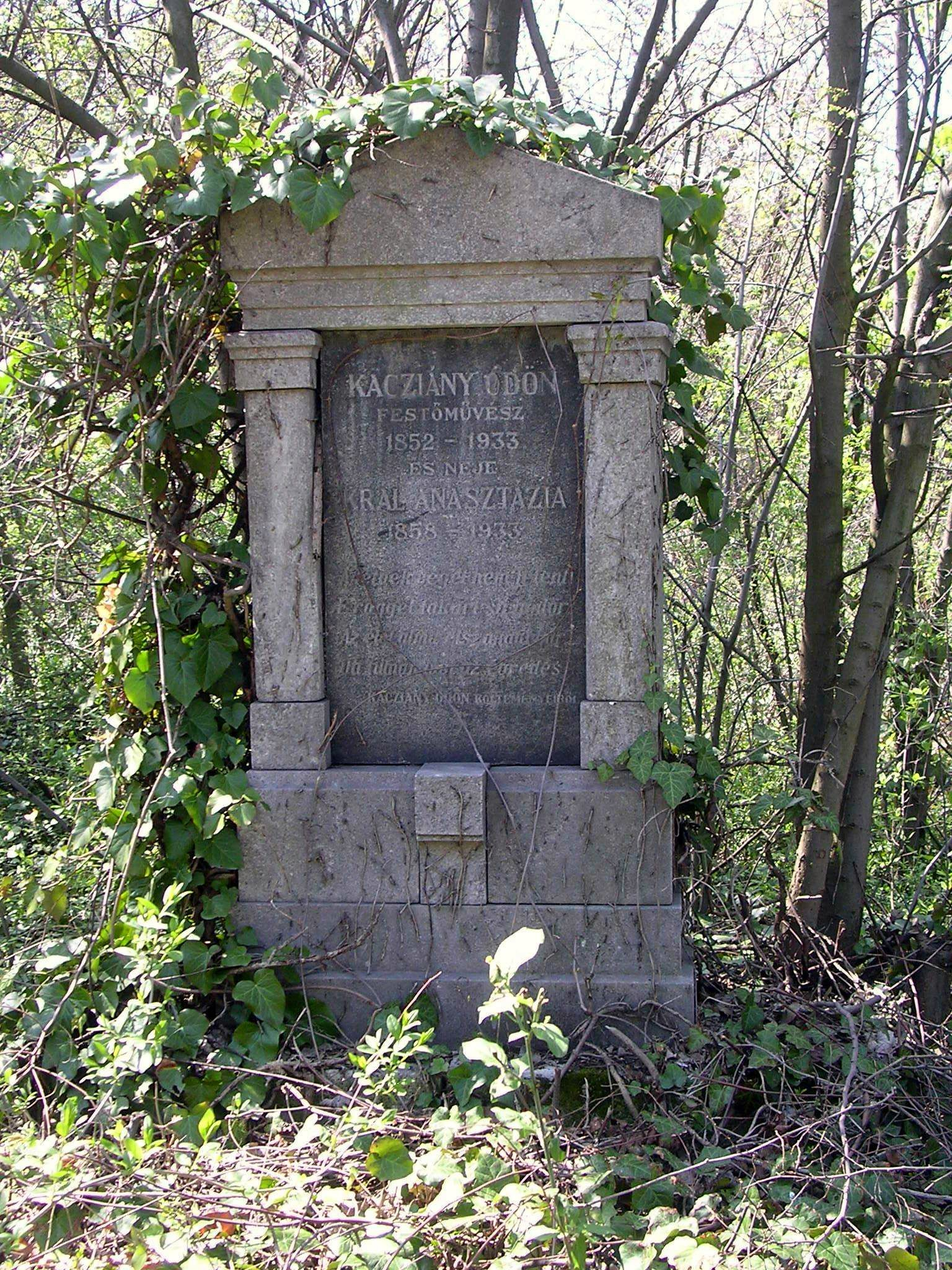
Sírja a Fiumei úti sírkertben, 2005-ben